# Scaptomyza lonchoptera
Scaptomyza lonchoptera är en tvåvingeart som först beskrevs av Hardy 1965.  Scaptomyza lonchoptera ingår i släktet Scaptomyza och familjen daggflugor. Inga underarter finns listade i Catalogue of Life.